# Un etaj mai jos
Un etaj mai jos este un film dramatic românesc din 2015 regizat de Radu Muntean și scris de Munteanu și Alexandru Baciu. Rolurile principale au fost interpretate de actorii Teodor Corban, Oxana Moravec și Iulian Postelnicu.
A fost prezentat în cadrul secțiunii Un Certain Regard a Festivalului de Film de la Cannes din 2015. A fost prezentat în cadrul secțiunii Contemporary World Cinema a Festivalului International de Film de la Toronto din 2015.

## Distribuție
- Ionuț Bora
- Liviu Cheloiu - Bolocan
- Călin Chirilă - Inginer RAR
- Teodor Corban - Pătrașcu
- Constantin Diță - Viorel
- Constantin Drăgănescu - Dan
- Ioana Flora
- Alexandru Georgescu - Vecin 1
- Dragoș Grecu - Subofițer
- Tatiana Iekel
- Paul Ipate - Client 1
- Vlad Ivanov - Sorin
- Adina Lucaciu - Aurelia
- Oxana Moravec
- Petru Muntean - Refry